# Pierre-André Schürmann
Pierre-André Schürmann (* 5. Juli 1960 in Port-Valais oder Monthey) ist ein ehemaliger Schweizer Fussballspieler und heutiger -trainer.

## Karriere

### Spieler
Seine Karriere begann Schürmann beim FC Sion, wo er eine Saison spielte. Ab 1981 spielte er für zwei Saisons in Monthey im Kanton Wallis. 1983 wechselte er zum FC Chiasso ins Tessin. Nach einer Saison wechselte er 1984 nach Vevey, wo er für zwei Saisons blieb. Anschliessend wechselte er 1986 für die damals relativ hohe Summe von 150'000 Franken zu Lausanne-Sport, wo er sechs Jahre blieb und die meisten Spiele seiner Karriere absolvierte. Ab 1992 spielte er noch eine Saison beim FC Basel. Ab 1994 war er für anderthalb Saisons Spielertrainer beim FC Wil.

### Trainer
Beim FC Wil war Schürmann zuerst Spielertrainer, ab der Saison 1995/96 war er nur noch Trainer. Beim FC Wil blieb er bis 1997. 1998 wurde er Trainer bei Lausanne-Sport, nach knapp zwei Jahren verliess er im Dezember 2000 den Verein wieder. Ab 2004 war er Trainer bei der U19 und der U20 des Schweizerischen Fussballverbands. Mit der U19 spielte er 2004 an der U-19-Europameisterschaft im eigenen Land, scheiterte aber im Halbfinal an der Türkei in der Verlängerung. Mit der U20 spielte er an der U21-Fussballweltmeisterschaft 2005 in den Niederlanden, schied aber bereits in der Vorrunde aus. Ab 2007 war er Trainer bei der U21 bis 2009. Anschliessend wechselte er 2009 zu Xamax, wo er bereits vor Saisonende seinen Job verlor. 2012 war er für 41 Tage Trainer in Sion. Von 2014 bis 2016 war er Trainer der algerischen U23-Nationalmannschaft. Unter anderem führte er die U23 an die Olympischen Sommerspiele 2016. Dort war aber bereits in der Vorrunde Schluss, nach einem Punkt aus drei Spielen. Ab 2018 war er Co-Trainer unter Christian Gross bei Zamalek Kairo. Anschliessend war Schürmann Co-Trainer bei Al-Ahli Jeddah, zuerst wieder unter Christian Gross, zum Schluss auch unter Vladan Milojević.

## Titel und Erfolge
FC Sion
- Schweizer Cup (1979/80) mit dem FC Sion

FC Lausanne-Sport
- Schweizer Cup (1998/99) mit dem FC Lausanne-Sport